# Terrace Park
Terrace Park és una població dels Estats Units a l'estat d'Ohio. Segons el cens del 2000 tenia 2.273 habitants.

## Demografia
Segons el cens del 2000, Terrace Park tenia 2.273 habitants, 760 habitatges, i 646 famílies. La densitat de població era de 731,3 habitants/km².
Dels 760 habitatges en un 51,8% hi vivien nens de menys de 18 anys, en un 76,1% hi vivien parelles casades, en un 7,2% dones solteres, i en un 15% no eren unitats familiars. En el 14,6% dels habitatges hi vivien persones soles el 8,7% de les quals corresponia a persones de 65 anys o més que vivien soles. El nombre mitjà de persones vivint en cada habitatge era de 2,99 i el nombre mitjà de persones que vivien en cada família era de 3,33.
Per edats la població es repartia de la següent manera: un 35,6% tenia menys de 18 anys, un 3,6% entre 18 i 24, un 23,8% entre 25 i 44, un 24,6% de 45 a 60 i un 12,4% 65 anys o més.
L'edat mediana era de 39 anys. Per cada 100 dones de 18 o més anys hi havia 88,8 homes.
La renda mediana per habitatge era de 95.530 $ i la renda mediana per família de 104.250 $. Els homes tenien una renda mediana de 72.321 $ mentre que les dones 41.500 $. La renda per capita de la població era de 42.391 $. Aproximadament l'1,7% de les famílies i el 2% de la població estaven per davall del llindar de pobresa.

## Poblacions més properes
El següent diagrama mostra les poblacions més properes.